# Juegos Paralímpicos de Nueva York y Stoke Mandeville 1984
Los Juegos Paralímpicos de Verano de 1984 fueron la séptima edición de los Juegos Paralímpicos. Sus sedes fueron dos ciudades distintas Stoke Mandeville, Reino Unido (atletas en sillas de ruedas) y en Nueva York, Estados Unidos (atletas con parálisis cerebral).
Esta fue la primera vez que los Juegos Paralímpicos fueron realizados en distintas sedes.
Por primera vez en la historia, los atletas fueron divididos en cinco categorías de necesidades especiales: amputado, con parálisis cerebal, deficiencias visuales, en sillas de ruedas, y otros. La creación de la categoría de silla de ruedas fue creado específicamente para los atletas que tenían deficiencia de la médula espinal. Algunos atletas en la categoría de amputados fueron incluidos en la misma categoría. En atletismo, se incluyó por primera vez en la silla maratón rodas. las diecisiete acuerdos que han tenido sus diferencias en esta edición de los juegos se enumeran a continuación, junto con las categorías que abarcó su controversia.

## Deportes[2]
- Atletismo - Todos
- Baloncesto - Los atletas en sillas de ruedas y "les autres"
- Bocha - Los deportistas con parálisis cerebral
- Ciclismo - Los deportistas con parálisis cerebral
- Elevación - amputados atletas con parálisis cerebal en silla de ruedas, y "les autres"
  - Levantamiento de pesas
  - Levantamiento de potencia
- Esgrima - Los atletas en sillas de ruedas
- Fútbol 7 - Los deportistas con parálisis cerebral
- Golbol - Los atletas con discapacidad visual
- Hipismo - con parálisis cerebral
- Bolos - Los atletas amputados en silla de ruedas
- Lucha - Los atletas con discapacidad visual
- Natación - Todos
- Snooker - Los atletas en sillas de ruedas
- Tenis de mesa - amputados atletas con parálisis cerebal en silla de ruedas, y "les autres"
- Tiro con arco - Los deportistas con parálisis cerebral, silla de ruedas, y otros
- Tiro - Los atletas amputados, los atletas con parálisis cerebal, silla de ruedas y les autres "
- Voleibol - Los deportistas amputados y les autres "

## Medallero
| Orden | País                          | Oro | Plata | Bronce | Total |
| ----- | ----------------------------- | --- | ----- | ------ | ----- |
| 1     | Estados Unidos                | 136 | 131   | 129    | 396   |
| 2     | Reino Unido                   | 107 | 112   | 112    | 331   |
| 3     | Canadá                        | 87  | 82    | 69     | 238   |
| 4     | Suecia                        | 80  | 43    | 34     | 157   |
| 5     | Alemania Occidental           | 79  | 76    | 74     | 229   |
| 6     | Francia                       | 71  | 69    | 45     | 185   |
| 7     | Países Bajos                  | 55  | 51    | 28     | 134   |
| 8     | Australia                     | 49  | 54    | 51     | 154   |
| 9     | Polonia                       | 46  | 39    | 21     | 106   |
| 10    | Dinamarca                     | 30  | 13    | 16     | 59    |
| 11    | Noruega                       | 29  | 31    | 30     | 90    |
| 12    | Bélgica                       | 22  | 21    | 14     | 57    |
| 13    | España                        | 22  | 10    | 12     | 44    |
| 14    | Irlanda                       | 20  | 15    | 30     | 65    |
| 15    | Finlandia                     | 19  | 13    | 26     | 58    |
| 16    | Suiza                         | 18  | 13    | 12     | 43    |
| 17    | Austria                       | 14  | 20    | 10     | 44    |
| 18    | Hungría                       | 12  | 12    | 4      | 28    |
| 19    | Israel                        | 11  | 21    | 12     | 44    |
| 20    | Yugoslavia                    | 11  | 9     | 11     | 31    |
| 21    | Italia                        | 9   | 19    | 14     | 42    |
| 22    | Japón                         | 9   | 7     | 8      | 24    |
| 23    | Nueva Zelanda                 | 8   | 10    | 7      | 25    |
| 24    | Brasil                        | 7   | 17    | 4      | 28    |
| 25    | México                        | 6   | 14    | 17     | 37    |
| 26    | Portugal                      | 4   | 3     | 7      | 14    |
| 27    | Hong Kong                     | 3   | 5     | 9      | 17    |
| 28    | China                         | 2   | 12    | 8      | 22    |
| 29    | Trinidad y Tobago             | 2   | 0     | 1      | 3     |
| 30    | Luxemburgo                    | 1   | 4     | 1      | 6     |
| 31    | Kuwait                        | 1   | 3     | 4      | 8     |
| 32    | Birmania                      | 1   | 2     | 1      | 4     |
| 33    | Egipto                        | 1   | 1     | 5      | 7     |
| 34    | Kenia                         | 1   | 1     | 1      | 3     |
| 35    | República Democrática Alemana | 0   | 3     | 1      | 4     |
| 36    | Islandia                      | 0   | 2     | 8      | 10    |
| 37    | India                         | 0   | 2     | 2      | 4     |
| 38    | Corea del Sur                 | 0   | 2     | 2      | 4     |
| 39    | Jordania                      | 0   | 1     | 2      | 3     |
| 40    | Zimbabue                      | 0   | 1     | 2      | 3     |
| 41    | Bahamas                       | 0   | 1     | 1      | 2     |
| 42    | Indonesia                     | 0   | 1     | 1      | 2     |
| 43    | Brunéi                        | 0   | 0     | 2      | 2     |

- Datos: Q599707
- Multimedia: 1984 Summer Paralympics / Q599707

1. ↑  «Stoke Mandeville & New York 1984». International Paralympic Committee. Consultado el 31 de julio de 2025.
2. ↑  «Juegos Paralímpicos - Nueva York 84 | Paralímpicos». www.paralimpicos.es. Consultado el 31 de julio de 2025.